# Decca-Sender Stadtkyll

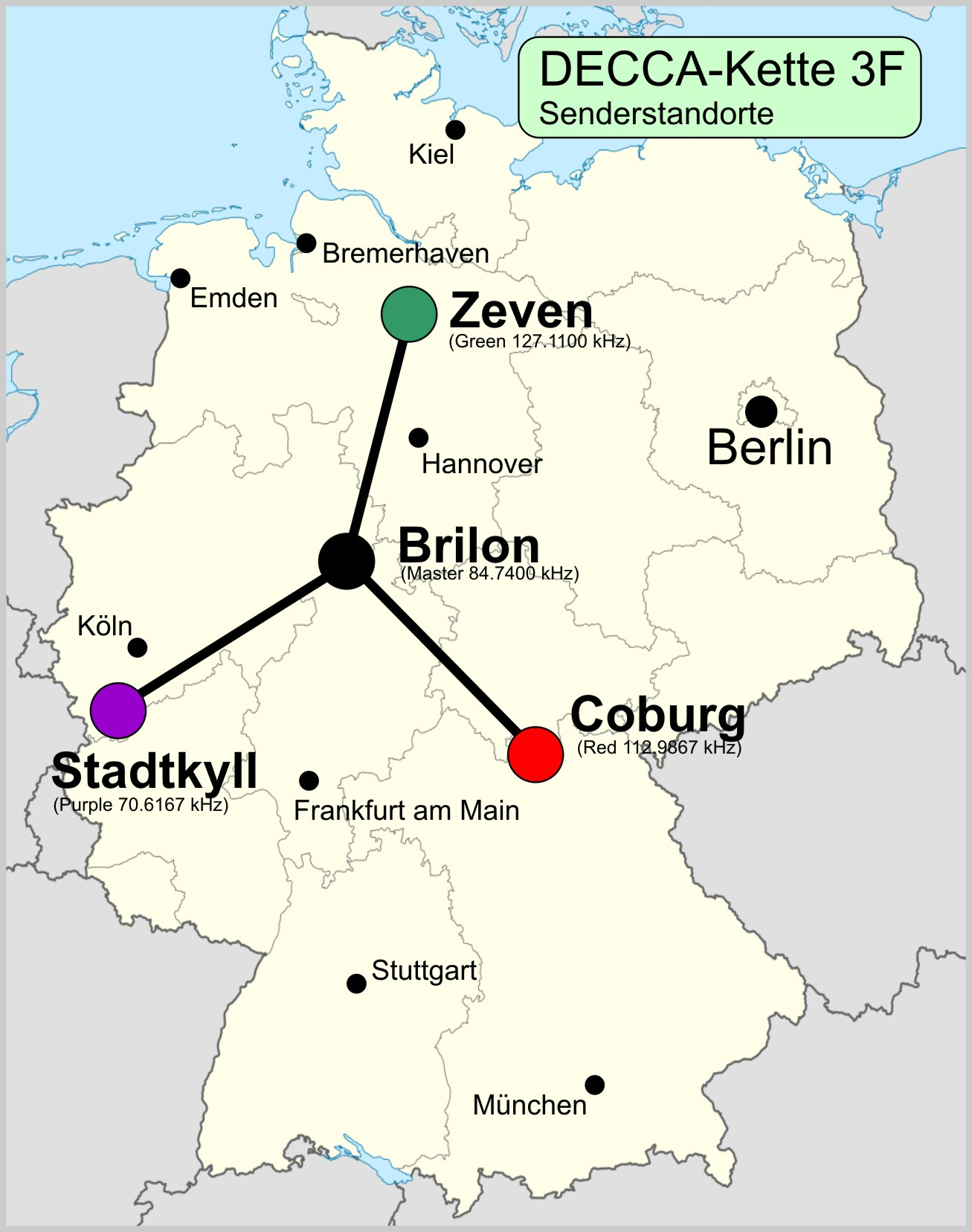
DECCA-Kette 3F

Der Decca-Sender Stadtkyll (häufig auch in Großbuchstaben geschrieben: DECCA-Sender Stadtkyll) war die sogenannte Purple-Station (Sendefrequenz: 70,6167 kHz) der einzigen rein-deutschen Decca-Kette 3F, die aus dem Sender Zeven, dem Sender Brilon-Madfeld und dem Sender Coburg-Lautertal bestand. Die deutsche Decca-Kette wurde 1952 eingerichtet, um den alliierten Piloten die Funknavigation über der DDR auf den Luftkorridoren nach West-Berlin zu erleichtern, da während der Berlin-Blockade viele Piloten die Orientierung verloren hatten.
Der Decca-Sender Stadtkyll, der sich nördlich von Stadtkyll auf der Stadtkyller Heide bei 50° 21′ 50,6″ N, 6° 32′ 1,3″ O befand, verwendete als Sendeantenne einen 100,01 Meter hohen, gegen Erde isolierten, abgespannten selbststrahlenden Sendemast als Sendeantenne. Die deutsche Decca-Kette und der Decca-Sender Stadtkyll wurden nach der deutschen Wiedervereinigung überflüssig und am 31. März 1992 wurden die deutsche Decca-Kette und der Decca-Sender Stadtkyll abgeschaltet. Der Sendemast der Station wurde anschließend abgebrochen. Heute erinnern nur noch mehrere verfallende Gebäude an den einstigen Decca-Sender in Stadtkyll.
Der Sendemast des Decca-Senders Coburg-Lautertal blieb jedoch erhalten und wird heute, auf 74 Meter verkürzt, für Mobilfunk und Richtfunk genutzt.